# 弧矢增三十二
弧矢增三十二(船尾座ρ)，又名CD-23 6828，HD 67523、SAO 175217、HR 3185，是船尾座的一颗恒星，视星等为2.81，位于銀經243.15，銀緯4.4，其B1900.0坐标为赤經8h 3m 17.1s，赤緯-24° 4.4′ 57″。已知温度最低的盾牌座δ型变星，表面温度6920K,变光周期0.14天。这颗恒星是一个中年恒星，刚刚脱离主星序。其质量为太阳的1.85倍，半径则为3.5个太阳半径，已有20亿年年龄。虽然该星被分类为亮巨星，但是这仅仅依据于其光谱中的某些谱线，该星的真本光度是太阳的22倍，介于巨星和次巨星之间。亮巨星的光度则通常超过太阳的500倍。